# Karel Süss (1923)
Karel Süss (* 16. listopadu 1923 – 19. července 1978) byl český fotbalista, záložník. Jeho syn Karel Süss byl také ligovým fotbalistou.

## Fotbalová kariéra
Hrál za SK Plzeň a Viktorii Plzeň. V československé lize nastoupil ve 116 utkáních a dal 13 gólů.

## Ligová bilance
| Ročník                                     | Zápasy | Góly | Klub              |
| ------------------------------------------ | ------ | ---- | ----------------- |
| Národní liga 1943/44                       | -      | -    | SK Plzeň          |
| Státní liga 1947/48                        | -      | -    | SK Viktoria Plzeň |
| Státní liga 1948                           | -      | -    | Viktoria Plzeň    |
| Celostátní československé mistrovství 1949 | -      | -    | Sokol Škoda Plzeň |
| Celostátní československé mistrovství 1950 | -      | -    | Sokol Škoda Plzeň |
| Mistrovství československé republiky 1951  | -      | -    | Sokol Škoda Plzeň |
| Mistrovství československé republiky 1952  | -      | -    | Sokol ZVIL Plzeň  |
| CELKEM                                     | 116    | 13   |                   |